# Marcomero

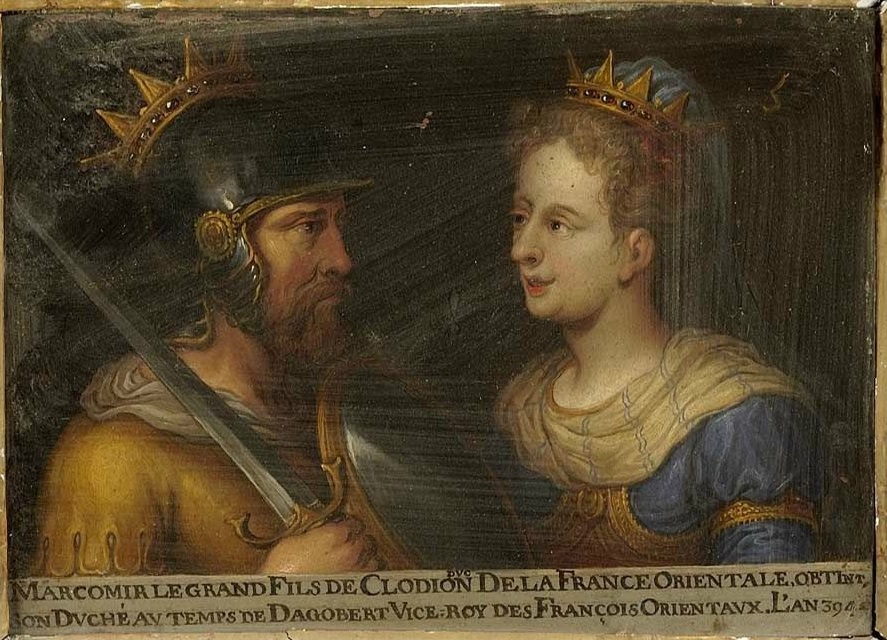
Marcomero e sua moglie in un ritratto del XVII secolo.

Marcomero, anche citato come Marcomeres, Marcomer, Marcomir (347 circa – 404 circa), fu un condottiero (Dux) del tardo IV secolo che invase l'impero romano nel 388, quando Magno Massimo, usurpatore e capo della Gallia romana, era circondato ad Aquileia da Teodosio I.

## Origini
Era figlio del Duca franco Clodio.

## Storia
Una leggenda narra che un popolo, discendente dai troiani, in Pannonia, venne sconfitto dall'imperatore Valentiniano I, che li chiamò Franchi (selvaggi) e impose loro un tributo.
Nella Historia Francorum viene riportato che i Franchi, massacrati da Stilicone, senza menzionare il nome del loro re, in gran numero lasciarono la Pannonia, si stabilirono sulla sponda del Reno, che, in seguito fu attraversato, e si stabilirono nella zona di Tongeren, dove si stabilirono e Clodio (il padre di Marcomero) fu eletto re ed estese il dominio sino alla Somme, riportando che fosse lo stesso Clodione, padre di Meroveo.
Lo storico tedesco, Ludwig Schmidt, riporta che i Franchi, lasciata la Pannonia, si stabilirono nelle vicinanze del Reno, e si dettero un re, Faramondo, il figlio del loro Duca, Marcomero, che era stato alla guida dei Franchi.
L'invasione viene documentata da Gregorio di Tours, nella sua Historia Francorum, facendo riferimento alla Storia oggi perduta di Sulpicio Alessandro: 
- Marcomero, Sunno e Genebaldo invasero le provincie romane di Germania e di Gallia Belgica. Ruppero le difese del limes uccidendo molte persone, distruggendo terre molto fertili e spargendo il panico nella città di Colonia. Dopo questo raid, il grosso dei Franchi tornò oltre il Reno con il bottino. Alcuni Franchi, invece, rimasero nelle foreste belghe. Quando i generali romani Magno Massimo, Nannino e Quintino appresero la notizia a Treviri, attaccarono le forze franche rimaste uccidendone la maggior parte. Dopo la battaglia Quintino attraversò il Reno per invadere la terra dei Franchi, ma venne circondato e sconfitto dalle tribù dei Franchi riunite sotto il comando di Marcomero. Alcuni soldati romani annegarono nelle paludi, altri vennero uccisi dai Franchi, pochi riuscirono a tornare nei territori dell'impero[6].

Nanninus e Quintinus vennero rimpiazzati da Charietto e Syrus, che a loro volta dovettero fronteggiare i Franchi, pressati dal generale (magister militum) dell'esercito romano, Arbogaste, franco di origine, tutore dell'imperatore Valentiniano II; Charietto e Syrus si incontrarono con Marcomero e Sunno, tennero una riunione per negoziare una tregua; i Franchi consegnarono come al solito degli ostaggi, e i Romani tornarono a Treviri, per passare l'inverno.
Nel frattempo Arbogaste aveva guadagnato potere, Valentiniano II era come prigioniero a Vienne, e l'esercito romano era in mano ai mercenari Franchi, e dopo la morte di Valentiniano II, Arbogaste, dopo aver proclamato imperatore, Flavio Eugenio, condusse l'esercito romano a Colonia e, in pieno inverno, attraversò il Reno con l'esercito inseguendo Marcomero, citato come capo dei Catti e degli Ampsivari, e Sunno, sostenuto da un odio atavico, deciso a sconfiggere la tribù da cui proveniva, ma non ci fu nessuno scontro; lo storico, citando Flavio Eugenio (tyran Eugène) riporta che, dopo aver organizzato la spedizione militare, rinnovò il trattato con Alemanni e Franchi e riattraversò il Reno.
Sappiamo grazie al poeta Claudiano che in seguito Marcomero venne arrestato dai romani e rinchiuso in una villa in Toscana. Il fratello Sunno attraversò il Reno tentando di mettersi a capo del gruppo di Marcomero, ma venne ucciso dal suo stesso popolo.

### Il tentativo di unire i Franchi
Secondo il Liber Historiae Francorum, Marcomero tentò di unire i franchi in seguito alla morte di Sunno. Disse che i Franchi avrebbero dovuto essere comandati tutti dallo stesso re, e propose il proprio figlio Faramondo (la cui prima citazione è in quest'opera e che viene considerato mitologico dagli studiosi) come nuovo re. Questa fonte non specifica se Marcomero ebbe successo, ma fonti successive che si rifanno al Liber Historiae Francorum danno l'impressione di considerare Faramondo quale primo re dei Franchi.
Gli studiosi moderni, come Edward James, non accettano come storici gli avvenimenti descritti nel Liber Historiae Francorum, visto che Marcomero viene definito anche figlio del re troiano Priamo, il che è ovviamente impossibile.
Un altro problema di questa fonte è che le altre fonti antiche quali Gregorio di Tours dicono chiaramente che, un secolo dopo la morte di Marcomero, esistevano ancora numerosi re franchi, ognuno dei quali governava su tribù separate. Clodoveo I, secondo Gregorio di Tours, uccise numerosi altri re franchi nel tentativo di espandere il proprio dominio, e così facendo detronizzò altri capi quali i conti di Treviri, ma nonostante questo non fu l'unico re esistente. Le tribù di Turingi, Camavi e Bructeri continuarono a mantenere una propria indipendenza. Dopo la morte di Clodoveo, il suo impero venne diviso tra i figli che regnarono contemporaneamente su diverse regioni.

## Discendenza
(Storicamente non accertata)
A Marcomero vengono accreditate diverse mogli da cui ebbe tre figli:
- Faramondo[9] (?- ca. 427), che, durante tutto il medioevo, fu ritenuto il primo re dei Franchi, dopo essere stato eletto su indicazione del padre;
- Clodwige
- Ildegonda

## Ascendenza
(Storicamente non accertata)
Marcomero era figlio di Clodio, figlio di Dagoberto, figlio di Genebaldo,  figlio di Dagoberto I, padre di Genebaldo, figlio di Walter, che discendeva da Clodio, che discendeva da Bartherus, che discendeva da Childerico, che discendeva da Sunno.

### Fonti antiche
- Gregorio di Tours, Historia Francorum, Libro II, paragrafo 9
- Claudio Claudiano, Loeb classical Library, On Stilicho's Consulship
- Edward James, The Franks